# Кавенчинек (Лодзинське воєводство)
Кавенчинек (пол. Kawęczynek) — село в Польщі, у гміні Варта Серадзького повіту Лодзинського воєводства.
Населення — 85 осіб (2011).
У 1975-1998 роках село належало до Серадзького воєводства.

## Демографія
Демографічна структура станом на 31 березня 2011 року:
|          | Загалом | Допрацездатний вік | Працездатний вік | Постпрацездатний вік |
| -------- | ------- | ------------------ | ---------------- | -------------------- |
| Чоловіки | 42      | 11                 | 29               | 2                    |
| Жінки    | 43      | 9                  | 25               | 9                    |
| Разом    | 85      | 20                 | 54               | 11                   |